# Dutch Schultz

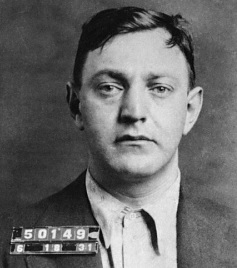
Dutch Schultz (lata 30.)

Dutch Schultz, właściwie Artur Flegenheimer (ur. 6 sierpnia 1902 w Nowym Jorku, zm. 24 października 1935) – amerykański przywódca przestępczy okresu prohibicji, jeden z najbardziej brutalnych i nieprzewidywalnych gangsterów swojej epoki. Urodził się w Nowym Jorku na Bronksie w rodzinie niemiecko-żydowskich imigrantów.
W czasie prohibicji założył własny gang, który odpowiadał za nielegalny handel piwem na Bronksie; stał się protegowanym Arnolda Rothsteina.
W tym czasie dał się poznać jako krwiożerczy przestępca; niewygodnych konkurentów po prostu likwidował. Jego sposób działania budził powszechny strach i odrazę (nawet Lucky Luciano i Meyer Lansky doszli do wniosku, że trzeba się go pozbyć dla dobra kształtowanego Syndykatu).
Schultz razem ze swoimi wspólnikami min. Otto „Abbadabba” Bermanem wkroczył na teren Harlemu, gdzie brutalnymi metodami opanował – dotychczas zdominowany przez czarnoskórych przestępców – nielegalny hazard (gry i zakłady liczbowe); przy okazji wdrożył system ustawiania wyników.
Toczył zażartą wojnę z irlandzkim gangsterem Jackiem „Legs” Diamondem. „Legs” ostatecznie został zastrzelony przez nieznanych sprawców 18 grudnia 1931 roku podczas snu w wynajmowanym lokalu w miejscowości Albany.
Następnie rywalizował z Vincentem „Mad Dog” Collem (i on również został zastrzelony 8 lutego 1932 roku w budce telefonicznej; rozmawiał wówczas przez telefon z Owneyem „the Killer” Maddenem).
Zabicie obu ww. gangsterów wzmocniło pozycję i prestiż Schultza (obaj nie byli zbyt lubiani w środowisku przestępczym; w trakcie obrad Konferencji w Atlantic City zostali – decyzją delegatów – odstawieni na boczny tor, gdyż niechętnie podporządkowali się nowym mafijnym ustaleniom; obaj byli zresztą niezaproszeni).
Pozycja Schultza i jego wybuchowy charakter sprawiały, że mógł on być w przyszłości zagrożeniem dla Luciano i Lansky’ego. Niespodziewanie dla nich Schultz został aresztowany pod zarzutem oszustw podatkowych. Nie czekając zbyt długo, Meyer wraz z Abnerem „Longy” Zwillmanem postanowił przy udziale Bo Weinberga vel Abraham „Bo” Weinberg (ur. 1897, zm. 9 września 1935?; kumpel Schultza) zagarnąć jego majątek.
Równie niespodziewanie Schultz wyszedł na wolność i w swoim stylu zaczął wyrównywać rachunki; w niejasnych okolicznościach zaginął Weinberg.
Najprawdopodobniej Schultz myślał o wyeliminowaniu Luciano i Lansky’ego, lecz na jego drodze stanął ponownie wymiar sprawiedliwości. Prokurator Thomas E. Dewey rozpoczął swoją kampanię antymafijną; jednym z jej celów był właśnie Schultz i jego nielegalne imperium.
Doszło niebawem do zebrania Komisji Syndykatu, podczas której Schultz zaproponował zamordowanie Deweya; plan ten poparł jedynie inny psychopatyczny zabójca Albert Anastasia. Inni gangsterzy odrzucili taki pomysł; zabicie wysokiego urzędnika państwowego pociągnęłoby za sobą odwet ze strony władz.
Obrażony Schultz wyszedł z obrad; Anastasia zmienił zdanie. Zachowanie Dutcha przypieczętowało jego los.

## Zabójstwo Schultza

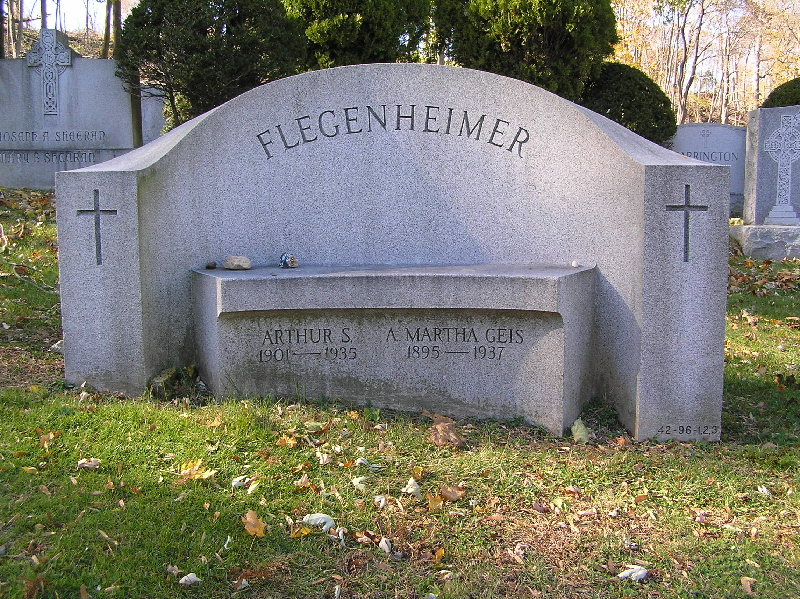
Grób Dutcha Schultza

23 października 1935 roku, Schultz, Berman oraz dwaj ochroniarze Lulu Rosenkrantz i Abe Landau jedli posiłek w restauracji Palace Chop House (12 East Park St.) w Newark.
Około godz. 22:15 dwóch zamaskowanych i uzbrojonych zamachowców (Charles „the Bug” Workman i Emanuel „Mendy” Weiss) weszło do lokalu. Workman wszedł do męskiej toalety – oddał kilka strzałów do mężczyzny stojącego przy pisuarze (był to Schultz), po czym wrócił na salę i razem z Weissem oddał kolejne strzały w kierunku trzech pozostałych gangsterów. Gdy się zorientowali, że przy stoliku nie było Schultza, wrócili do toalety i dokończyli dzieła zniszczenia.
Cała czwórka nie zginęła jednak na miejscu; Schultz i Rosenkrantz mieli na tyle jeszcze sił, aby skontaktować się z pogotowiem. Przewieziono ich do szpitala.
Berman zmarł o godz. 02:20 następnego dnia, Landau osiem godzin po strzelaninie, zaś Rosenkranz po 29 godzinach.
Schultz zanim zmarł (po 22 godzinach od strzelaniny) przeszedł na wiarę katolicką, mamrotał coś o pieniądzach, matce, żonie i policji.
Niewykluczone, że zabójcy użyli zardzewiałych pocisków (stary zwyczaj mafii sycylijskiej); jeśli ofiarę od razu nie zabiją kule, to wda się gangrena.